# كلية الآثار (جامعة أسوان)
كلية الآثار بجامعة أسوان التي أُنشئت عام 2014.

## رؤية الكلية
أن تصبح مؤسسة تعليمية متميزة بخريجيها وأبحاثها العلمية وتحقق برامجها التعليمية معايير الجودة العالمية وتنافس مثيلاتها من كليات الآثار المحلية والإقليمية وتكون من الكليات الرائدة في علم الآثار.

## رسالة الكلية
تسعي الكلية لتخريج متخصص في علم الآثار أو ترميمها وصيانتها حاصل علي برامج تعليمية حديثة تواكب نظيرتها العالمية وتحقق معايير الجودة وقادر علي عمل البحوث العلمية المبتكرة والمشاركة الفعالة في خدمة بيئته والمجتمع المحيط به والحفاظ علي التراث الذي يحفظ تاريخ أمتنا العريقة.

## أقسام الكلية
- قسم ترميم الآثار
- قسم الآثار المصرية
- قسم الآثار الإسلامية